# Joachim Samuel Weickhmann

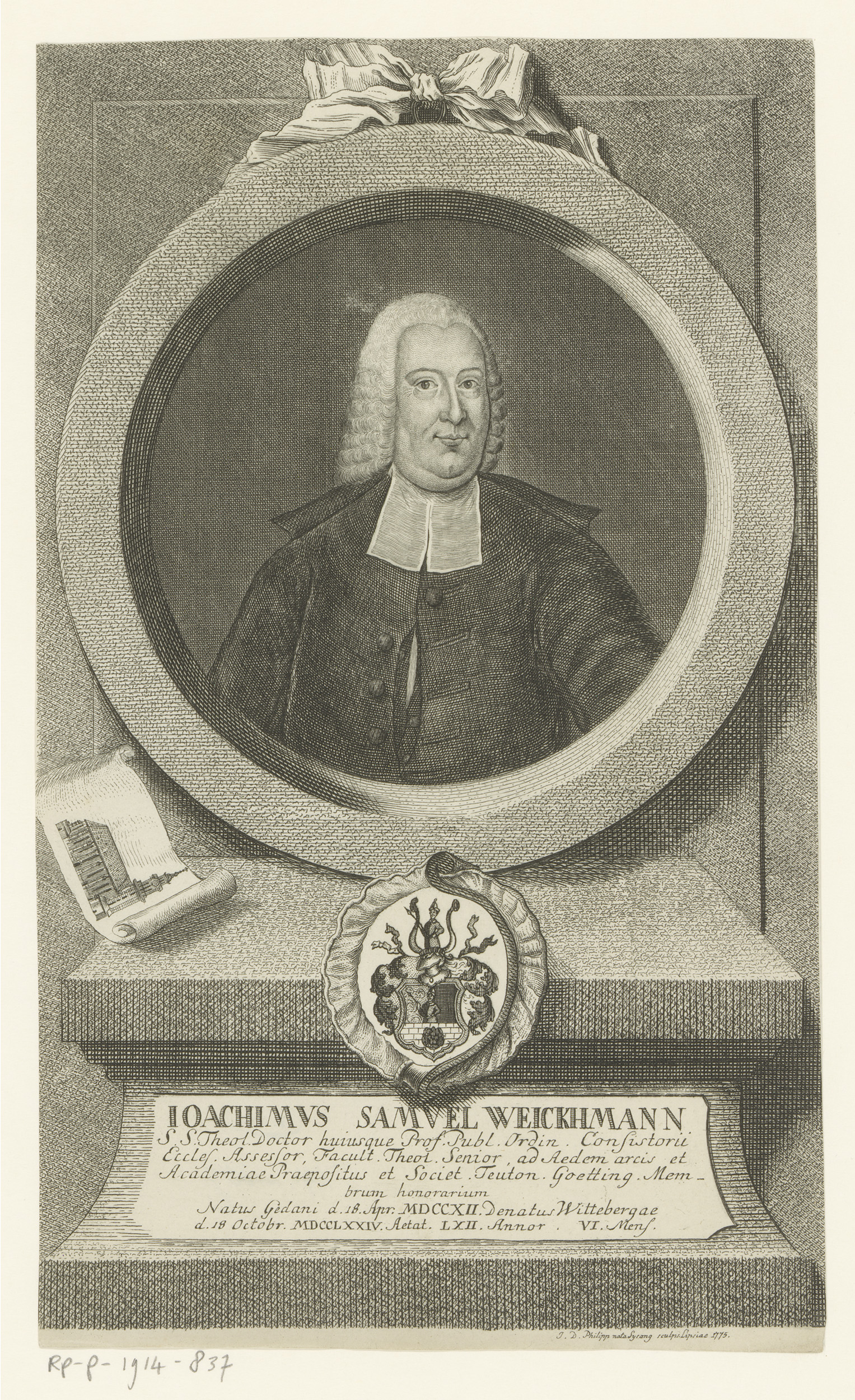
Joachim Samuel Weickhmann

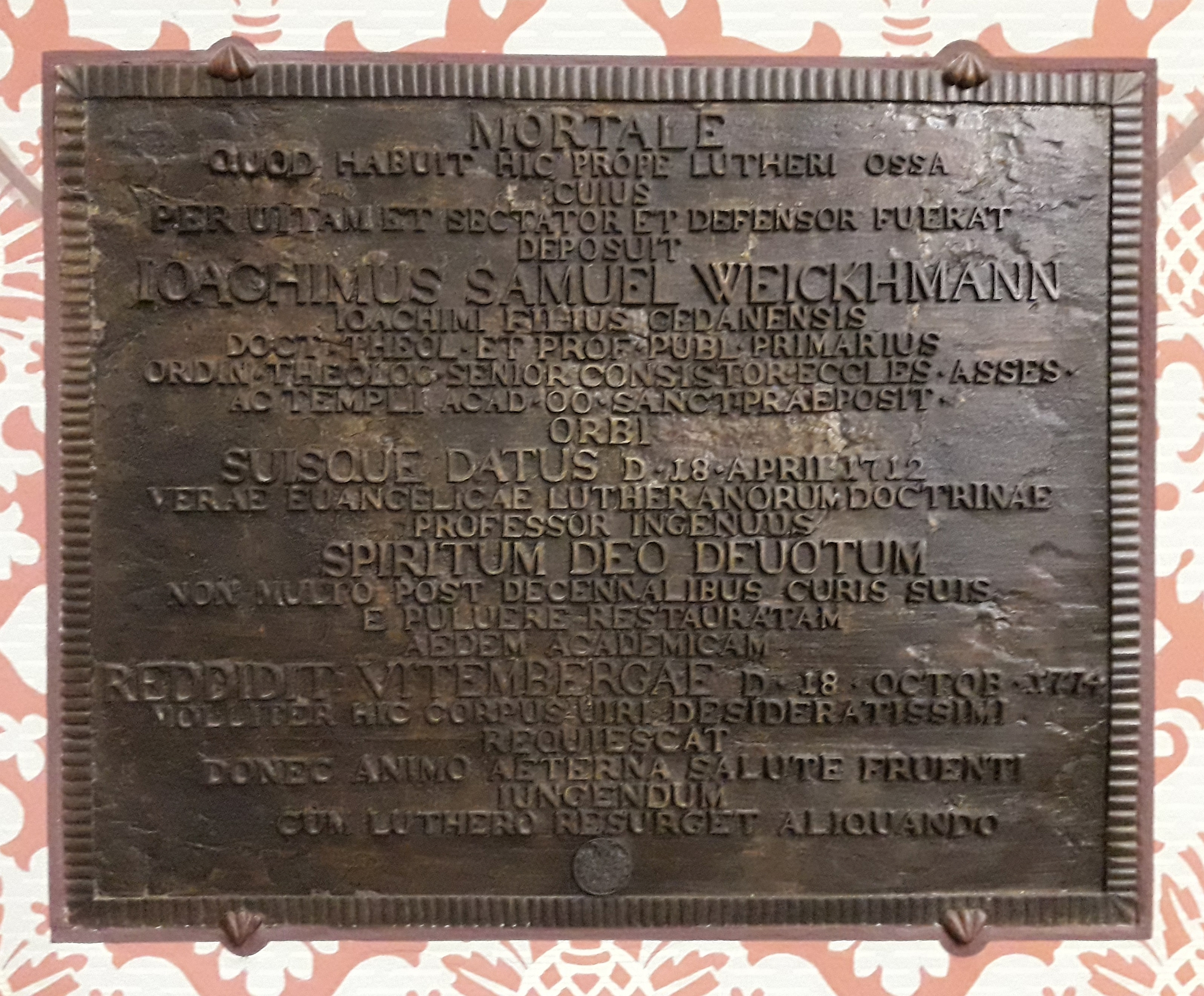
Gedenktafel für Joachim Samuel Weickhmann in der Schlosskirche Wittenberg

Joachim Samuel Weickhmann (* 18. April 1712  in Danzig, Polnisch-Preußen; † 18. Oktober 1774 in Wittenberg, Kurfürstentum Sachsen) war ein deutscher lutherischer Theologe. Er war Professor und Rektor der Universität Wittenberg und Propst der Schlosskirche.

## Leben
Er war der Sohn von Joachim Weickhmann, der Senior an Danzigs Geistlichem Ministerium war, und von Anne Elisabeth, Tochter des Syndikus der Stände des Herzogtums Magdeburg Johann August Boeckmann. Ein Bruder war Gottlieb Gabriel Weickhmann, der später Bürgermeister in Danzig wurde.
Joachim Samuel Weickhmann genoss in frühester Jugend durch seinen Vater bereits eine gute Ausbildung. Er bezog die Marienschule in Danzig, erhielt nachfolgend Privatunterricht und besuchte das Danziger Gymnasium. Dort wurde er von Wilhelm Paul Verpoorten und Johann Georg Abicht in Theologie ausgebildet, von Carl Ludwig Hoheisel (1692–1732) in Griechisch und Hebräisch, von Samuel Friedrich Willenberg (1663–1748) in Natur- und Völkerrecht, von Gottfried Lengnich in Lateinisch und Geschichte und von Michael Christoph Hanow in Philosophie. Von diesen Lehrern ausgebildet, erwarb er sich das Rüstzeug, eine Hochschule besuchen zu können.
Am 16. April 1733 immatrikulierte er sich daher an der Universität Wittenberg, wo er im Haus von Johann Wilhelm von Berger ein Unterkommen fand, der als sein Patron einen großen Einfluss auf ihn ausübte. In Wittenberg absolvierte er zunächst ein philosophisches Grundstudium. Dazu besuchte er unter anderem die Vorlesungen von Karl Gottlob Sperbach in den orientalischen Sprachen, bei Johann Wilhelm Hoffmann in Geschichte, bei Martin Hassen lernte er die englische Sprache und bei Georg Friedrich Schröer Philosophie. So ausgebildet, wandte er sich einem Studium der Theologie zu. Dazu frequentierte er die Vorlesungen über Dogmatik, Moral, Hermeneutik und Polemik bei Christoph Heinrich Zeibich; über die biblischen Bücher, die Exegese und Homiletik bei Karl Gottlob Hofmann und übte sich in Privatdisputationen bei Schröer über weitere theologische Themen. Bei Augustin Leyser besuchte er zudem Vorlesungen zum Natur- und Völkerrecht sowie zum Kanonischen Recht.
Unter seinem Oheim von Berger legte er die erste Grundlage seiner akademischen Karriere, indem er am 17. Oktober 1739 zum Magister der Philosophie avancierte. Danach erwarb er sich mit der Dissertation de fontibus veritatis sacrae in rivulis profanis sparsae das Recht, öffentliche philosophische Vorlesungen zu halten und nachdem er seine Disputation de animorum immortalitate platonica gehalten hatte, wurde er am 16. September 1741 als Adjunkt in die Philosophische Fakultät aufgenommen. Nachdem er durch eine weitere Streitschrift in die Theologische Fakultät als Kandidat (vergleichbar mit dem eines Baccalaureats der Theologie) aufgenommen worden war, erwarb er am 16. November 1741 den Grad eines Lizentiaten der Theologie und erhielt 1743 eine außerordentliche Professur der Philosophie. Nachdem Johann Kaspar Haferung gestorben war, wurde er durch seinen Landesherrn 1744 zum vierten ordentlichen Professor der Theologie ernannt und war damit verbunden Ephorus der kurfürstlichen Stipendiaten. Um den Ansprüchen der Professur gerecht zu werden, promovierte Weickhmann am 19. November 1744 zum Doktor der Theologie.
Im Sommersemester 1748 wurde er Propst an der Wittenberger Schlosskirche und Beisitzer des Wittenberger Konsistoriums, als Nachfolger von Christoph Heinrich Zeibich. Weickhmann behandelte in seinen Vorlesungen die Homiletik und Pastoraltheologie und erlebte den zunehmenden Niedergang der lutherischen Orthodoxie an der Wittenberger Akademie. Zudem beteiligte er sich an der Organisation der Wittenberger Akademie und war in den Wintersemestern 1746, 1750, 1756, 1762 und 1768 Rektor der Wittenberger Universität. Nachdem 1760 die Wittenberger Schlosskirche zerstört worden war, setzte er sich mit aller Kraft für deren Neuerrichtung ein. Sein Epitaph befindet sich an der Wittenberger Schlosskirche, an der Nordwand des Schiffes im 3. Joch.

## Werkauswahl
1. Diss. de fontibus veritatis sacrae in rivulis profanis sparsae, ad Lactanti Libr. VII, Cap. VII. Wittenberg 1739 Digitalisat
2. Diss de Platonica animorum immortaritate. Wittenberg 1740
3. Progr. Silentium liturgiarum priscarum de sanctorum invocatione ex caussis suis erutum. Wittenberg 1741
4. Diss. (Praes. C. G. Hoffmanno) de cultu imaginum relative. Wittenberg 1741
5. Progr. Antiqua doctorum Christianorum sententia de sempiterna gentium profanarum felicitate. Wittenberg 1743
6. Progr. Commentatio historico- théologica de schola Origenis sacra, ex Gregorio Thaumaturgo informata. Wittenberg 1744
7. Diss,(Praes. Zeibichio) de Theologis Tridentinis, alia loquentibus, alia sentientibus. Wittenberg 1744
8. Progr. de Concilio Tridentino ex morte Lutheri ante victoriam triumphante. Wittenberg 1746
9. Progr. in quo martyras divino plenos spiritu comprobar. Wittenberg 1746
10. Progr. de angelorum bonorum modestiae in ipso coetu sanctiore violatae caussis. Wittenberg 1746
11. Diss. de Theologis Tridentinis in ardua de traditionbus quaeistione alia loquentibus, alia sentientibus. Wittenberg 1747
12. Das in den Herzen aller redlichen Lutheraner wohl aufbehaltene Gedachtniss des seeligen Lutheri, eine Predigt. Wittenberg 1747
13. Diss. de terminis metallariorum a suggesto sacro haud alienis. Wittenberg 1748
14. Diss. de libertate Pastoris in Epanorthosi nominali. Wittenberg 1748
15. Progr. sistens spirituum fallacium imaginem ex divini mente Paullii Timoth. IV, 1. 2. 3. Wittenberg 1748
16. Progr. Angelorum studium pernoscendi mysteria. Wittenberg 1748
17. Progr. de Codicis divini proprietate, in definitionibus theologicis studiosissime retinenda. Wittenberg 1749
18. Progr. in memoriam b. Marpergeri. Wittenberg 1749
19. Progr. I et II de vero in Jesu nato Jubilaeo Romanorum Jubilaeo opposito. Wittenberg 1749
20. Progr. de divinitate vocationis mediatae ad sacrum ministierium. Wittenberg 1750
21. Oratio funebris in exsequiis — D. Abraham. Vateri, publice perorata. Wittenberg 1751, Deutsch von K. G. Dietmann in den Dresdener gelehrten Anzeigen 1752. St. 37. 38. 40.
22. Progr. I et II de templo pacis, divinitus excilato, novo Loenii templo castius frequentando. Wittenberg 1751–1752
23. Progr. I et II de viis subtilibus revocandi Lutheranos in gremium Romanorum Pontificis. Wittenberg 1753
24. Diss. de regimine sacrorum non convenienti unionis medico. Wittenberg 1754
25. Diss. de vaticiniis in genere speciaümque de vaticiniis Lutheri memorabilibus. Wittenberg 1755
26. Diss. in qua caussa sanctissimae religionis contra auctorem cogitationum rationalium de usu methodi scientisicae in theologia reveíate defenditur. Wittenberg 1755
27. Progr. de Cristo in morte gloriosissimo. Wittenberg 1755
28. Progr. Coelum Christo nascente cuuctis hominibus aperto. Wittenberg 1757
29. Progr. de reditu Jesu in vitam terrae motu non collabesactato. Wittenberg 1757
30. Diss. de discrimine gratiae divinae sine merito contra meritum. Auct. et Resp. Ephr. Rittersdorf. Wittenberg 1757
31. Progr. de ortu Christi piaculari. Wittenberg 1758
32. Progr. Jobus resurrectionis non typus, sed professorr. Wittenberg 1759
33. Faustae precaciones, quibus saecularem pacis Olivensis memoriam a patria sibi carissima redintegratam profequitur, praefatus nonnulla de virtutibua maiorum hac pactione nobilitatis. Danzig 1760
34. Progr. Nocentii defensionem Ciceroni probatam de Officiis II, 14. anquirit. Danzig 1761
35. Progr. Maximum de Jesu nato gaudium summis in calamitatibus, in ipso Jesu natali 1760 celebrat, eodemque luctum publicum civium lenit academicoruin. Wittenberg 1761
36. Diss. Parodiae Novi Testamenti. Auct. et Resp. Car. Gottlob Laurentius. Wittenberg 1762
37. Diss. de gloria corporum in vitam revocatorum coelesti. Wittenberg 1763
38. Progr. Mysteria, praesertim incarnationis Christi parvulos non celanda, adversus consilia Basedovii suspi-ciosissima. Wittenberg 1764
39. Progr. I et II Reditus Jesu in vitam mysteriorum parvulos non celandorum figillum. Wittenberg 1765
40. Diss. in qua praedestinationem malorum, poenarum praesertim apud inferos nun aeteroarum, contra Basedovium negatur. Auct et Resp. C. F. Wirthgen. Wittenberg 1765
41. Progr. Carmen Jacobi mortalitate decedentis de Schilo novissimis libertatum scrupulis. Wittenberg 1766
42. Diss. de praecipuis deismi memoria nostra latius vagantis caussis. Wittenberg 1767
43. Progr. Legati Jesu reditus illius in vitam non deismi praecones. Wittenberg 1767
44. Progr. de amicitiae inter Deum atque homines pignore, in Jesu ad vitam reditu. Wittenberg 1769
45. Progr. Consecratio templi Hierosolymitani Constantiniani. Wittenberg 1771
46. Einweihungspredigt der Universitätskirche in Wittenberg. Wittenberg 1772
47. Vorrede zu der 4ten von .Joh. Wilh. Jani besorgten 4ten Ausgabe von Jo. Ge. Neumanni Theologia aphoristica. Wittenberg 1764
48. Vorrede zu der neuen Auflage von Just. Schöpfer’s Unverbrannten Luther, enthaltend eine Widerlegung des Marquis d’Argens in Ansehung der protestantischen Kirche, deren gänzlichen Untergang er prophezeien wollte. Wittenberg 1766

### Herausgeberschaften
1. D. Joach. Weickhmann’s catechetische Erklärung des göttlichen Sittengesetzes. Danzig 1742
2. Adami Rechenbergii Summarium historiae ecclesiasticae. Praemisit antelogium ad Lectorem, de prudentiae in sanctioris historiae studio necessariae. Wittenberg 1748